# Бутано-южносуданские отношения
Бутано-южносуданские отношения — двусторонние международные отношения между Королевством Бутан и Республикой Южный Судан. Дипломатические отношения никогда не устанавливались.

## Сравнительная характеристика
|                    | Южный Судан              | Бутан                     |
| ------------------ | ------------------------ | ------------------------- |
| Население          | 12 340 000 человек       | 787 424 человек           |
| Площадь            | 644 329 км²              | 38 394 км²                |
| Часовой пояс       | UTC+2:00, Africa/Juba    | UTC+6:00, Бутанское время |
| Столица            | Джуба                    | Тхимпху                   |
| Форма правления    | президентская республика | конституционная монархия  |
| Официальный язык   | английский               | дзонг-кэ                  |
| Основная религия   | христианство             | буддизм                   |
| Дата независимости | 9 июля 2011 года         | 8 августа 1949 года       |

## История
Бутан и Англо-Египетский Судан исторически находились в зависимости от Британской Империи. C 2014 года Бутан принял решение принимать участие в миротворческих операциях ООН.
Бутан принимает участие в миротворческой операции ООН МООНЮС — по обеспечение безопасности в Южном Судане, в ней участвует лейтенант Церинг Намгьел и сержант-майор Нима Йосер. Помимо этого, Бутан также принимает участие в миротворческой операции ООН ЮНИСФА по обеспечению безопасности в Абъее, спорной территории Республики Судана и Южного Судана. Майор Тарчен служит во Временных силах Организации Объединенных Наций по обеспечению безопасности в Абъее. Некоторые граждане Бутана также работают в Южном Судане в качестве международных добровольцев ООН.

## Спорт
Национальная женская сборная Бутана 8 августа 2022 года победила команду Южного Судана со счетом 4:0 в одной из игр с высоким рейтингом в шахматной олимпиаде.

## Совместные международные организации
Бутан и Южный Судан вместе состоят в некоторых международных организациях, где они также могут взаимодействовать или иметь общую позицию по какому-либо вопросу.
| Название организации                                 | Дата присоединения к ней Бутана | Дата присоединения к ней Южного Судана |
| ---------------------------------------------------- | ------------------------------- | -------------------------------------- |
| Международная ассоциация развития                    | 28 сентября 1981 года           | 18 апреля 2012 года                    |
| ЮНЕСКО                                               | 13 апреля 1982 года             | 27 октября 2011 года                   |
| Многостороннее агентство по инвестиционным гарантиям | 21 октября 2014 года            | 18 апреля 2012 года                    |
| ООН                                                  | 21 сентября 1971 года           | 14 июля 2011 года                      |
| Всемирный почтовый союз                              | 7 марта 1969 года               | 11 октября 2011 года                   |
| Международный банк реконструкции и развития          | 28 сентября 1981 года           | 18 апреля 2012 года                    |
| Международный союз электросвязи                      | 15 сентября 1988 года           | 3 октября 2011 года                    |
| Международная финансовая корпорация                  | 1 декабря 2003 года             | 18 апреля 2012 года                    |
| Интерпол                                             | 19 сентября 2005 года           | 31 октября 2011 года                   |